# Aşıqlı
Aşıqlı è un comune dell'Azerbaigian situato nel distretto di Göygöl. Conta una popolazione di 1 831 abitanti.